# Василка Хинкова
Васѝлка Марѝнова Хѝнкова е българска поетеса и преводач.

## Биография
Василка Хинкова е родена на 27 март 1927 г. в село Реселец, Царство България. Завършва гимназия в град Луковит през 1946 г. и българска филология и руски език и литература в Софийския университет „Свети Климент Охридски“ през 1950 г. Работи като редактор в Радио София и издателство „Народна култура“. Дебютира с поетичната книга „Светли пътища“ през 1956 г. Издава 26 книги с поезия и белетристика, има над 100 публикации и в печата.
Съчинения: „Чешмата с птиците“ (1962), „Пътникът с фиданката“ (1964), „Дъно и небе“ (1967), „Пъстри камъчета“ (1967), „Мълчаливо докосване“ (1968), „Слънчеви черги“ (1968), „Символи“ (1969), „Лека нощ, мамо“ (повест, 1970, 1989), „Лодки в снега“ (1972), „Къде свършва небето“ (1976), „Избистреното поречие“ (1977), „Хляб със слънце замесен“ (1977), „Цвят от огнище“ (1979), „Безсолният хляб“ (1981), „Къде свършва небето? Кой е направил морето?“ (1985), „Чужди прагове“ (1985), „Лека нощ, мамо!“ (1989), „Произнеси името ми … Записки за отсамното и отвъдното“ (1996), „На гости при никого“ (импресии, мемоарни есета, стихотворения в проза, новели, 2000), „Сто години любов“ (2000), „Въздишката на вятъра“ (2002), „Човек се ражда за радост“ (разкази и новели, 2007), „Да се родиш в сряда“ (мемоари, 2009), „Само за теб“ (2009), „Заради миговете щастливи“ (2011).
Стиховете ѝ са преведени на руски, украински, полски, чешки, сърбохърватски, румънски, монголски и турски език.
Носител е на орден „Кирил и Методий I степен“. Член е на Съюза на българските писатели. Превежда от руски и английски език. За повестта си „Къде свършва небето“ получава наградата на Комитета за култура през 1977 г. Носител е на специалната награда от поетичния конкурс „Свищовски лозници“, 2006 г. Неин съпруг е Христо Панчаров – главен редактор на вестник „Горско дело“ (1979 – 1988 г.).
Починала е на 11 януари 2015 г.